# Paul Bergmann

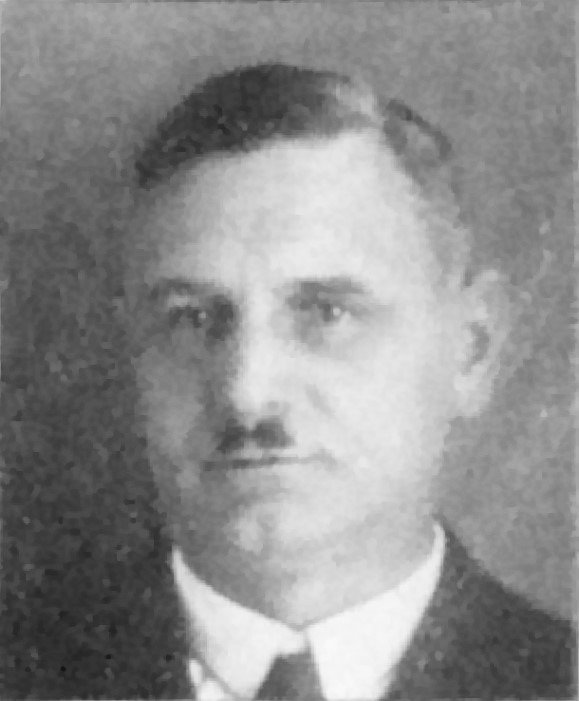
Paul Bergmann

Paul Bergmann (* 11. Juni 1881 in Oberreißen (Thüringen); † 25. Mai 1951 in Hamburg) war ein deutscher Politiker der Weimarer Republik, Reichstagsabgeordneter (SPD) und Gewerkschafter. Der Hamburgischen Bürgerschaft gehörte er von 1919 bis 1928 und dem Reichstag von 1928 (4. Wahlperiode) bis 1932 (6. Wahlperiode) an. Nach dem Zweiten Weltkrieg war er erneut Bürgerschaftsabgeordneter.

## Leben
Nach dem Besuch der Volksschule erlernte er in Weimar den Beruf des Fleischers. Anschließend arbeitete er als Handwerksbursche in verschiedenen Städten in Deutschland und Dänemark. 1904 trat er der SPD bei, 1907 wurde er Bevollmächtigter der Zahlstelle des Zentralverbandes der Fleischer und anschließend Redakteur der vom Verband herausgegebenen Zeitschrift Der Fleischer.
Als Soldat nahm er am Ersten Weltkrieg bis 1915 teil, schloss sich nach deren Gründung der USPD an, war Bezirksleiter des „Zentralverbandes der Fleischer in Norddeutschland“ und ab dem 1. April 1928 auch Gauleiter des Verbandes der Nahrungsmittel- und Getränkearbeiter. Der Verband war durch einen Zusammenschluss der Verbände der Bäcker und Konditoren, der Brauer, Müller, Fleischer und Küfer entstanden.
1918 wurde er Redakteur bei der in Hamburg erscheinenden Zeitung Die Rote Fahne des Arbeiter- und Soldatenrates und Vorsitzender der örtlichen USPD. Im März 1919 wurde er als Spitzenkandidat der USPD Mitglied der Hamburgischen Bürgerschaft und Vorsitzender der dortigen Fraktion seiner Partei. Als USPD-Sprecher im Verfassungsausschuss sprach sich Bergmann – ähnlich wie Kurt Eisner in Bayern – für ein System aus, das Elemente der parlamentarischen Demokratie und der Rätedemokratie vereinen würde. Bergmann gehörte dem Landesparlament (mit einer Unterbrechung von April 1920 bis Februar 1921 auf Grund der von der Parteimehrheit erzwungenen Rückgabe des Mandates) bis 1928 an. Daneben war er Redakteur und später Geschäftsführer des örtlichen USPD-Organs Hamburger Volkszeitung; als dieses mit der Mehrheit der Hamburger USPD um Hermann Reich und Ernst Thälmann Ende 1920 an die KPD ging, wurde er Herausgeber und Redakteur der Hamburger Tribüne, der Zeitung der bei der USPD verbliebenen Minderheit, welche sich 1922 mit der SPD zusammenschloss, deren Landesvorstand er zeitweilig angehörte. Innerhalb der SPD der Weimarer Zeit stand Bergmann auf dem linken Parteiflügel. Obwohl er zum engeren Kreis um Max Seydewitz und Kurt Rosenfeld gehörte und im Herbst 1931 an der Gründung des fraktionellen Organs Die Fackel beteiligt war, welche zum Parteiausschluss von sechs Reichstagsabgeordneten und zur Konstituierung der SAPD führte, blieb Bergmann, der zum Zeitpunkt der SAPD-Gründung schwer erkrankt war, in der SPD.
In Hamburg war er Mitglied der Pressekommission des SPD-Organs Hamburger Echo, Mitglied des Aufsichtsrates der Konsum-, Bau- und Sparverein „Produktion“ Hamburg und bei den Hamburger Werkstätten für Erwerbsbeschränkte. Er war außerdem Arbeitsrichter.
1928 zog er für den Wahlkreis 34 (Hamburg) in den Reichstag ein, dem er bis 1932 angehörte. Nach der Machtübernahme der NSDAP war Bergmann für vier Wochen inhaftiert, im Rahmen der Aktion Gitter wurde er im Sommer 1944 erneut für einige Wochen im KZ Fuhlsbüttel gefangen gehalten. 1946 wurde er Mitglied in der ersten gewählten Bürgerschaft nach der Befreiung vom Nationalsozialismus.
Nach ihm ist der Bergmannring in Hamburg-Horn benannt.